# 鈴木七美
鈴木 七美（すずき ななみ、女性、1958年 - ）は、日本の文化人類学者。国立民族学博物館名誉教授、総合研究大学院大学名誉教授。専攻は医療人類学・歴史人類学・医療社会史。

## 来歴・人物
宮城県仙台市生まれ。1981年東北大学薬学部薬学科卒業。星薬科大学、中外製薬、相模中央化学研究所、イェール大学を経て、1992年お茶の水女子大学大学院人文科学研究科修士課程修了。1996年お茶の水女子大学大学院人間文化研究科博士課程修了、博士（学術）の学位を取得。
京都文教大学人間学部助教授・同文化人類学専科教授を経て、2007年4月より国立民族学博物館に勤務。同先端人類科学部教授、同研究戦略センター教授、同グローバル現象研究部教授を歴任。現在同名誉教授。1998年に『出産の歴史人類学―産婆世界の解体から自然出産運動へ』で女性史青山なを賞を受賞。

## 主な著作

### 単著
- 『出産の歴史人類学―産婆世界の解体から自然出産運動へ』（新曜社、1997年）
- 『癒しの歴史人類学―ハーブと水のシンボリズムへ』（世界思想社、2002年）
- 『エイジングフレンドリー・コミュニティ―超高齢化社会における人生終章の暮らし方』（新曜社、2019年）
- 『アーミッシュキルトを訪ねて 照らし出される日々の居場所へ』(大阪大学出版会、2022年）

### 共編著
- 『高齢者のウェルビーイングとライフデザインの協働』（藤原久仁子・岩佐光広との共編 御茶の水書房、2010年）